# Nordanstigs kommun
61°59′N 17°4′Ø / 61.983°N 17.067°Ø
Nordanstig kommune ligger  i landskapet Hälsingland i  det svenske län Gävleborgs län i landsdelen Norrland. Kommunen grænser til nabokommunerne Hudiksvall mod syd  og Sundsvall i Västernorrlands_län mod nord; Mod øst ligger Den Botniske Bugt. Kommunens administrationssenter ligger i  byen Bergsjö.
Harmångersån løber gennem kommunen.
E4 går gennem kommunen. Nordanstig er forbundet med det svenske jernbanenet via Ostkustbanan.

## Byer
Kommunen havde i 2005 otte byer.
Indbyggere pr. 31. december 2005.
| #  | By         | Indbyggere |
| -- | ---------- | ---------- |
| 1. | Bergsjö    | 1.243      |
| 2. | Gnarp      | 999        |
| 3. | Harmånger  | 523        |
| 4. | Strömsbruk | 418        |
| 5. | Ilsbo      | 399        |
| 6. | Hassela    | 375        |
| 7. | Stocka     | 365        |
| 8. | Jättendal  | 277        |

## Venskabskommuner
- Holeby, Danmark[1]

## Eksterne kilder og henvisninger
1. ↑  Vänortssamarbete Nordanstig-Holeby, Danmark Arkiveret 7. august 2011 hos  Wayback Machine Fra Nordanstig kommunes officielle netside.

- Wikimedia Commons har flere filer relateret til Nordanstigs kommun
- ”Kommunarealer den 1. januar 2012” (Excel). Statistiska centralbyrån.
- ”Folkmängd i riket, län och kommuner 30 juni 2012”. Statistiska centralbyrån.